# Jay Foreman
Jay Foreman (Stanmore, London, 1984. október 4. –) angol youtuber, énekes-dalszerző és humorista. YouTube-csatornáján közzétett videóival vált ismertté.

## Élete
Foreman zsidó háztartásban nevelkedett a londoni Stanmore-ban, nővérével és bátyjával, Darrennel (aki Beardyman néven ismert).
A Queen Elizabeth's School tanulója volt, majd a York Egyetemen folytatta tanulmányait. 2005-ben kezdett humoros dalokat játszani.
2019 júniusában Foreman és partnere, Jade Nagi a Twitteren keresztül bejelentették eljegyzésüket. 2021 augusztusában házasodtak össze.
Foreman ateistának vallja magát.

## Ismertebb szerepei
- Unfinished London (műsorvezető)
- Map Men (műsorvezető, Mark Copper-Jonesszal)
- Tom Scott plus (résztvevő)
- The Pufflevision Song Contest (résztvevő, több évadban is)